# Love Is an Art
| Recensione | Giudizio |
| ---------- | -------- |
| AllMusic   | [ 1 ]    |

Love Is an Art è il sesto album in studio della cantautrice statunitense Vanessa Carlton, pubblicato il 27 marzo 2020.

## Tracce
Testi e musiche di Vanessa Carlton e Tristen.
1. Can't Stay the Same – 3:43
2. Companion Star – 2:43
3. I Know You Don't Mean It – 4:27
4. Die, Dinosaur – 3:04
5. Love Is an Art – 4:06
6. Future Pain – 3:05
7. Back to Life – 2:32
8. Patience – 1:16
9. The Only Way To Love – 4:08
10. Salesman – 3:54
11. Miner's Canary – 3:08

Tracce bonus dell'edizione deluxe
1. Break to Save – 4:00
2. I Can't Stay the Same (Demo) – 5:41
3. I Know You Don't Mean It (Demo) – 4:01

## Classifiche
| Classifica (2020)                     | Posizione massima |
| ------------------------------------- | ----------------- |
| Stati Uniti (Top Current Album Sales) | 76                |